# سلطان أباد تشاق (طغامين)
سلطان أباد تشاق (بالفارسية: سلطان‌آباد چتاق) هي قرية تقع في إيران في قسم طغامین الريفي. يقدر عدد سكانها بـ 99 نسمة بحسب إحصاء 2016.